# Pyranja
Pyranja, (ur. 1978 w Rostocku) – niemiecka raperka.

## Kariera muzyczna
Rapowanie zaczęła w wieku 16 lat. Początkowo wspierali ją zaprzyjaźnione Rapcrews "DSC" i Underdog Cru. Po rocznym pobycie w Bostonie, w którym poznała hip-hop, powróciła do Berlina. Tylko tam miała możliwość rozwijać dalej swój muzyczny talent. Szybko nawiązała kontakty ze sceną, co zaowocowało wieloma gościnnymi występami na płytach innych artystów.
Wytwórnia Def Jam Germany zainteresowała się coraz popularniejszą raperką i wydała jej pierwszą, solową płytę w 2001 roku: "Im Kreis EP". Mimo braku wielkiej promocji udało jej się trafić na niemiecką listę najlepiej sprzedających się singli. Po tym, gdy produkcja albumu "Wurzeln und Flügel" dobiegła końca, krótko przed terminem jej wydania dochodzi do zerwania umowy z Def Jam. Zostało to uzasadnione złą sytuacją na rynku muzycznym. „Wurzeln und Flügel“ ukazuje się opóźnione w innej wytwórni. Ta płyta również sprzedaje się nad wyraz dobrze i umacnia pozycję Pyranji jako jednej z najlepszych niemieckich raperek.
W 2004 zakłada ze swoimi kolegami z wschodnich Niemiec: Joe Rilla, Dra-Q, Jamie White i Sera Finale (jedyny w składzie z zachodnich Niemiec) formację "Ostblokk". Znali się już przez dłuższy czas, często się spotykali i nagrywali w tym samym studio. Album "Einmal um Blokk", na którym każdy z raperów udziela się w takim samym stopniu, został wydany i również odniósł sukces.
Ponadto w 2004 Pyranja wydała album "Frauen und Technik" w swojej własnej niezależnej wytwórni, który zawiera oprócz spokojnych części, do których słuchacze zdążyli się już przyzwyczaić, "ciemną" stronę życia raperki. Pod pseudonimem "Christiane Latte" w kawałkach takich jak "Ab 18" czy "Blondes Gift" nie ustępuje swoim kolegom płci męskiej pod względem bezczelności. Ten cios w świat rapu zdominowany przez mężczyzn był zamierzony.
W 2006 wydała singel "Nie wieder". 10 lutego wyszedł jej kolejny solowy album "Laut und Leise". Dodatkowo reprezentowała swój ojczysty land Mecklenburg-Vorpommern w Bundesvision Song Contest Stefan`a Raaba i zajęła ósme miejsce. Zaowocowało to trasą koncertową po całych Niemczech z nowym, jak i starym materiałem.
W czerwcu 2006 przyjechała gościnnie do Poznania na koncert "Szacunek dla Poznańskiego Czerwca 56".
Zaśpiewała tam parę kawałków ze swojej najnowszej płyty.

## Dyskografia

### Albumy
- 2006: Laut & Leise, Pyranja Records
- 2004: Einmal Um Blokk (Ostblokk), Ostblokk Plattenbau
- 2004: Frauen & Technik, Pyranja Records
- 2003: Wurzeln & Flügel, Dackel Enterprise

### Single & EPki
- 2006: Nie Wieder, Pyranja Records
- 2005: Pyranja vs. Laudert & Fröhlich, Pyranja Records
- 2005: Samba (Ostblokk), Ostblokk Plattenbau
- 2004: Zeilen Für Dich, Pyranja Records
- 2003: Egal Was Ihr Sagt, Dackel Enterprise
- 2002: Reine Nervensache, (Def Jam Promo)
- 2001: Im Kreis EP, Def Jam Germany
- 2000: Im Kreis / Nachtflug (Def Jam Promo)
- 2000: Fremdkörper / Kennzeichen D Pt.2, (Def Jam Promo)
- 2000: Swingerclub, Phlatline Records

### Inne
- 2006: Gościnny występ na koncercie w Poznaniu pt. "Szacunek dla poznańskiego czerwca"
- 2005: Gościnny występ na "Back in the Tapez" DraQ & Jamie White
- 2004: Gościnny występ na EP "Ein neuer Morgen" Kimoe
- 2004: Gościnny występ na Jago LP
- 2004: Gościnny występ na "Nachts Draußen" EP Jannek & FreakyFlow
- 2004: Gościnny występ na Moqui Marbles LP
- 2003: różne wspólne kompilacje na przykład: Untergrund Experiment, Starting Line-Up XXL Dope Beats, Ghetto Fabulous
- 2003: różne gościnne występy na muzyce filmowej do hip-hopowego filmu "Status Yo"
- 2002: Gościnny występ na "Battle Of The Words" Tape Roey Marquis II.
- 2002: Gościnny występ na Moqui Marbles Album
- 2002: Gościnny występ na Fiva MC Album
- 2002: Gościnny występ na "Herzessenz" Album Roey Marquis
- 2001: óżne wspólne kompilacje na przykład: Rappublik Sampler, Berlin macht Schule, Juice Master Blaster, Ladys First, Splash Allstar Event Album, Def Jam Unstoppable
- 2001: "Nachtflug RMX" Roey Marquis Album: Momentaufnahmen
- 2001: "Special Broadcast" z Fiva Mc, Maxi "Beatz aus der Bude Allstars"
- 2000: Gościnny występ na "Harte Jungs" Soundtrack do filmu kinowego
- 2000: Gościnny występ na "BerlinXklusiv" Tapealbum DJ Derezon
- 2000: Gościnny występ na "Zwei Dumme ein Gedanke" Album Deja Vue
- 1999: Gościnny występ na "Tritt 2000 Ärsche" Tapealbum Joerilla
- 1999: Występ na samplerze z Daniel Santiago dla "Sallys Sounds" Kompilacja
- 1999: Występ na samplerze z Daniel Santiago dla "Beastside" Kompilacja
- 1998: Gościnny występ na "Maximum" LP der Underdog Cru
- 1998: Demotape (również współpraca z Daniel Santiago)
- 1998: Gościnny występ na "Großmogul Nordost EP"